# Arne Thoresson
Karl Arne Thoresson, senare Andelius, född Petersson 28 januari 1944 i Moheda församling i Kronobergs län, är en svensk politiker (folkpartist). Han var kommunalråd och var även ersättare i Sveriges riksdag för Örebro läns valkrets en kortare period 1982.